# جماران (ناوچه)
| جماران                                                    | جماران                                                                                            |
| --------------------------------------------------------- | ------------------------------------------------------------------------------------------------- |
| ناو جماران متعلق به نیروی دریایی ارتش جمهوری اسلامی ایران |                                                                                                   |
| اطلاعات کلی                                               |                                                                                                   |
| برگرفته از نام                                            | جماران                                                                                            |
| نوع کشتی                                                  | ناوچه                                                                                             |
| کلاس                                                      | کلاس موج                                                                                          |
| کشور سازنده                                               | ایران                                                                                             |
| ساخت کارخانه                                              | سازمان صنایع دریایی، بندرعباس                                                                     |
| تاریخ سفارش                                               | ۲۰۰۱ یا ۲۰۰۴                                                                                      |
| تاریخ به آب اندازی                                        | ۲۸ نوامبر ۲۰۰۷                                                                                    |
| ورود به ناوگان                                            | ۱۹ فوریهٔ ۲۰۱۰                                                                                     |
| مشخصات                                                    |                                                                                                   |
| طول کشتی                                                  | ۹۴ متر                                                                                            |
| پهنای بدنه                                                | ۱۱ متر                                                                                            |
| بارگیری استاندارد                                         | ۱۵۰۰ تن                                                                                           |
| نوع موتور                                                 | نامشخص، برآورد شده: دو موتور دیزلی هر یک با توان ۱۰هزار اسب بخار چهار ژنراتور دیزلی ۵۵۰ کیلوواتی  |
| تعداد خدمه                                                | ۱۴۰ نفر                                                                                           |
| سرعت                                                      | ۳۰ گره دریایی (۵۶ کیلومتربرساعت)                                                                  |
| برد عملیاتی                                               | ۳۰۰۰ مایل دریایی (بیش از ۵۵۰۰ کیلومتر)                                                            |
| جنگ‌افزارها                                                |                                                                                                   |
| توپخانه                                                   | ۲× اژدرانداز سه‌گانه سبک ۵۳۳ میلی‌متری کوسه ۱ × توپ ۷۶ میلی‌متری فجر ۲۷ ۲× توپ ۲۰ یا ۲۵ میلی‌متری فتح |
| سیستم موشکی                                               | ۸ × موشک سطح‌به‌سطح سی-۸۰۲ یا سی-۸۰۳ نور قادر قدیر                                                  |
| رادار                                                     | رادار آرایه فازی سه‌بعدی عصر (از ۲۰۱۴)                                                             |
| توپخانه ضدهوایی                                           | ۱× توپ دریایی ۴۰ میلیمتری فتح (جایگزین با سامانه دفاع نزدیک کمند)                                 |
| موشک دفاع هوایی                                           | ۴× موشک سطح‌به‌هوای محراب (ریم-۶۶ استاندارد)                                                        |
| هواگردهای قابل حمل                                        | ۱× بالگرد ضد زیردریایی بل ۲۱۲ یا اس‌اچ۳-سی کینگ                                                    |
| سرنوشت                                                    |                                                                                                   |

ناوچه جماران نخستین نمونه از کشتی‌های جنگی کلاس موج ساخت ایران است که به موشک‌های ضدکشتی و سطح‌به‌هوا، اژدرانداز، توپ پدافندی، ابزار ناوبری الکترونیکی نوین و امکانات جنگ الکترونیک مجهز است. این کشتی با طول ۹۴ متر، ظرفیت ۱۴۲۰ تُن (ناو محافظ سبک، فریگیت) و سرعت ۳۰ گره دریایی (۵۶ کیلومتر بر ساعت)، توانایی حمل ۱۴۰ ملوان و حمل بالگرد و سوخت‌گیری آن‌ها را نیز دارد. به‌گفته رسانه‌های ایرانی، این کشتی در ایران با به‌کارگیری قطعات داخلی و خارجی و همکاری ۱۲۰ دانشگاه ایرانی طراحی و ساخته شده‌است. موتور این کشتی ساخت فرانسه است، اما به دلیل تحویل داده‌نشدن کامل گیربکس، شفت و پروانه طبق قرارداد، این قطعات از جمله شفت ۱۲ متری آن با وجود دشواری توسط متخصصین «ایرانی» ساخته شده‌است.
مقابله با دزدان دریایی و حفاظت از کشتی های باری و تجاری کشورهای مختلف از جمله ماموریت های این ناوشکن است.

## طبقه‌بندی
رسانه‌های دولتی و مقامات ایرانی از جماران و دیگر شناورهای کلاس موج تحت عنوان ناوشکن و گاهی رزم‌ناو یاد می‌کنند، اما در منابع نظامی این کشتی با عنوان «ناو جماران» نامیده می‌شود چراکه بر اساس سیستم طبقه‌بندی تمامی ارتش‌های دیگر دنیا چنین شناورهایی فریگیت
(ناومحافظ سبک) محسوب می‌شوند. هرچند قاعدهٔ دقیقی در این زمینه وجود ندارد اما به‌طور معمول یک ناوچه کوروِت زیر ۲ هزار تن و ناومحافظ وزنی در حدود ۵ هزار تن و یک ناوشکن وزنی بیش از ۷۵۰۰ تا ۱۰۰۰۰ تن دارد. (برای مثال جدیدترین ناوشکن‌های آمریکایی با عنوان دی‌دی‌جی-۱۰۰۰ حدود ۱۴ هزار تن را جابجا می‌کنند) در حالی‌که ناوهای کلاس موج با بارگیری ۱٬۴۲۰ تن در پایین‌ترین سطح تناژ ناومحافظ‌ها شاید کوروت قرار می‌گیرند. و ناخدا امیر رستگاری از فرماندهان نیروی دریایی ایران با وجود توصیف این کشتی با عنوان ناو به این نکته اشاره کرده که جماران بایستی به عنوان یک ناومحافظ طبقه‌بندی شود.

## حادثه ناوچه کنارک
در ۲۱ اردیبهشت ۹۹ به دلیل برخورد موشک ناوچه جماران نیروی دریایی ارتش به ناوچه کنارک در حال مانور دریایی رخ داد.
حادثه روز یکشنبه در نزدیکی بندر جاسک، ۷۹۰ مایل جنوب شرقی تهران، در خلیج عمان رخ داده که ۱۹ نفر را کشت و ۱۵ نفر نیز زخمی شدند.

## ماموریت ها
یکی از ماموریت های این ناوشکن مقابله با دزدان دریایی و نجات کشتی ها از چنگال دزدان دریایی در آب های آزاد از جمله دریای سرخ است.

در پاییز ۱۳۹۰ اولین مأموریت ناوشکن جماران در آبهای آزاد و بین المللی در جریان نجات یک نفتکش از چنگال دزدان دریایی در حوالی تنگه باب المندب انجام شد.

## نگارخانه

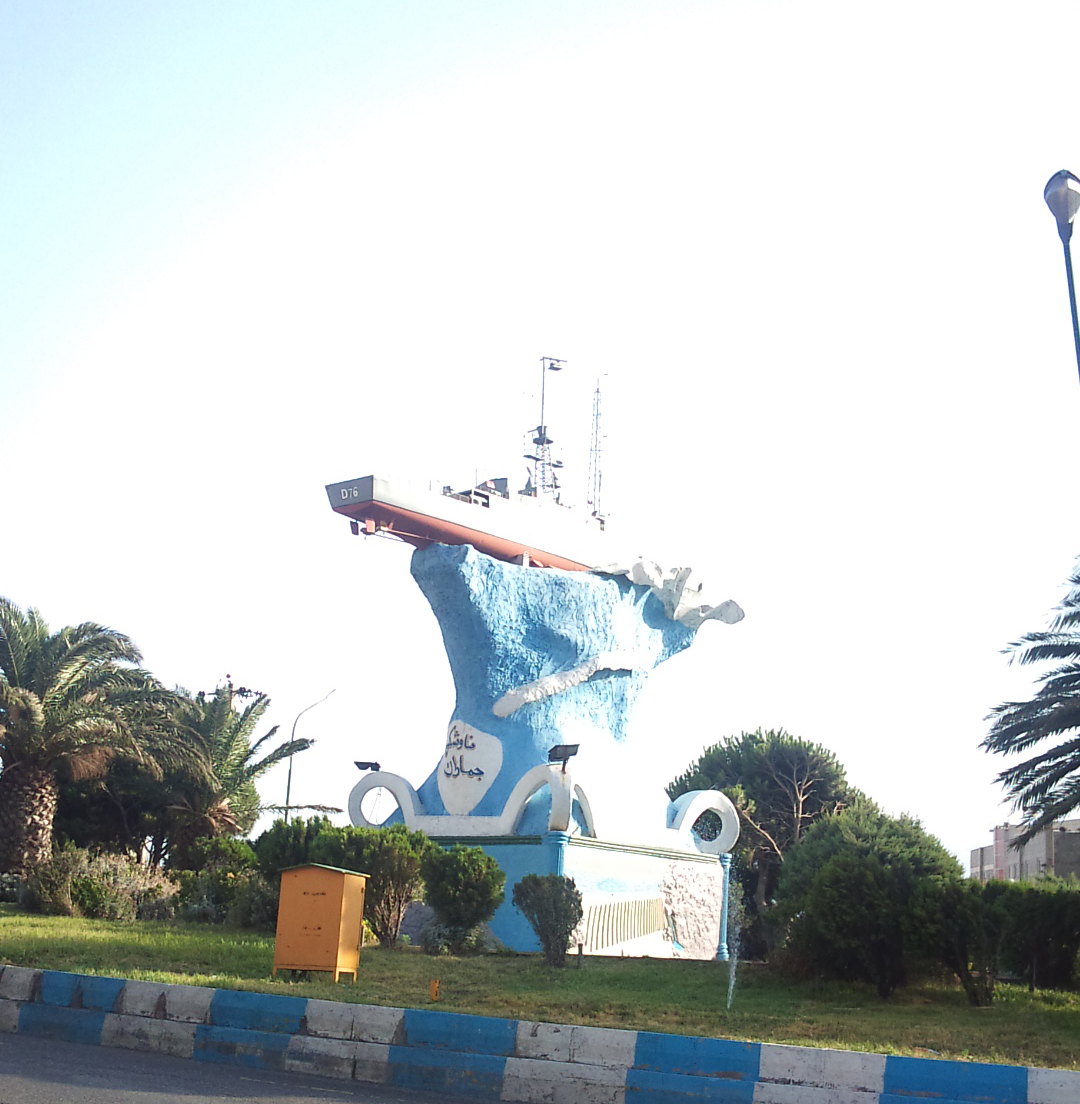
مجسمه ناوشکن جماران در منجیل
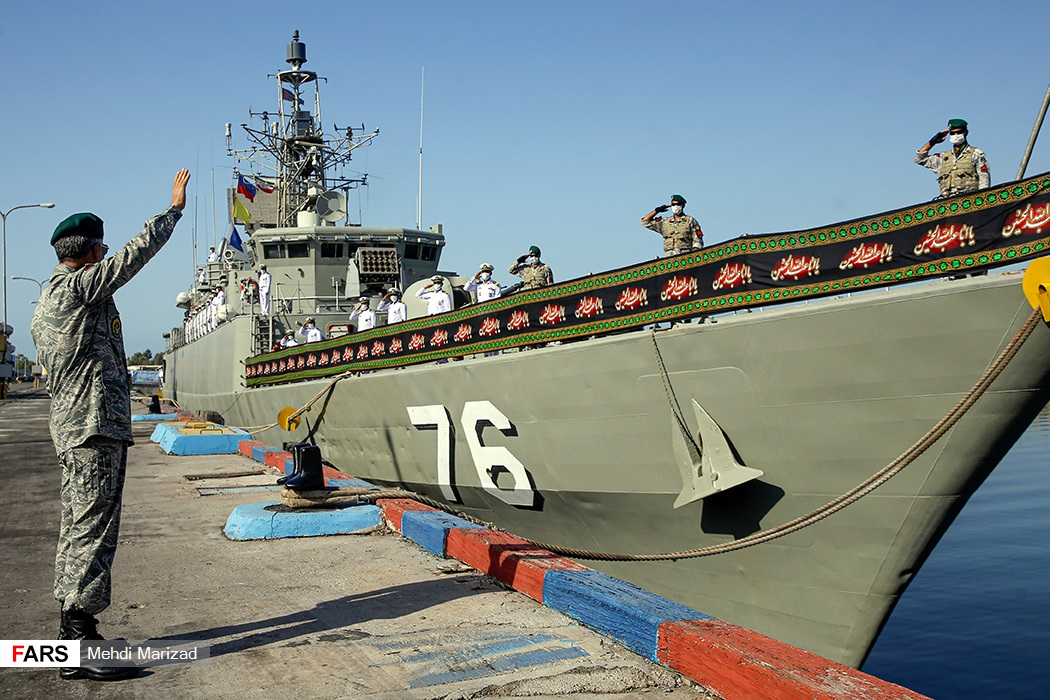
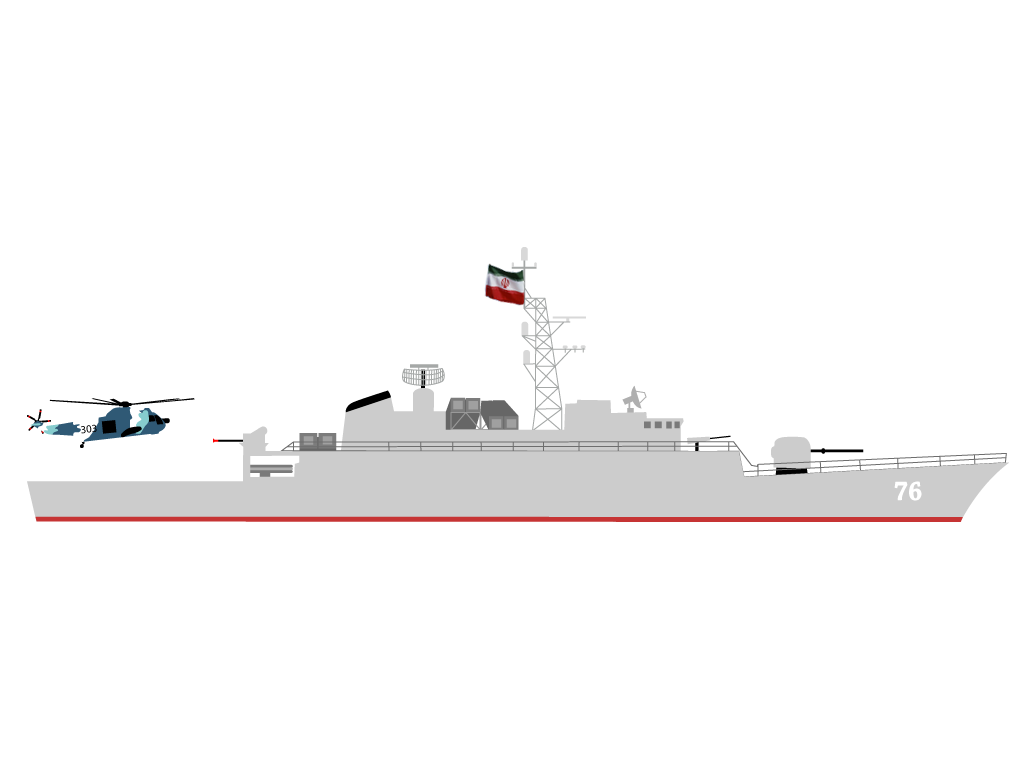
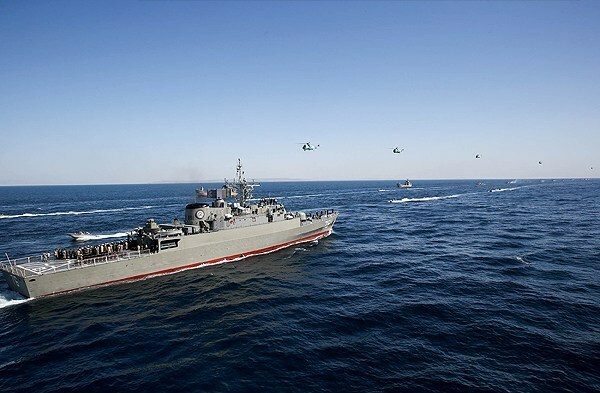
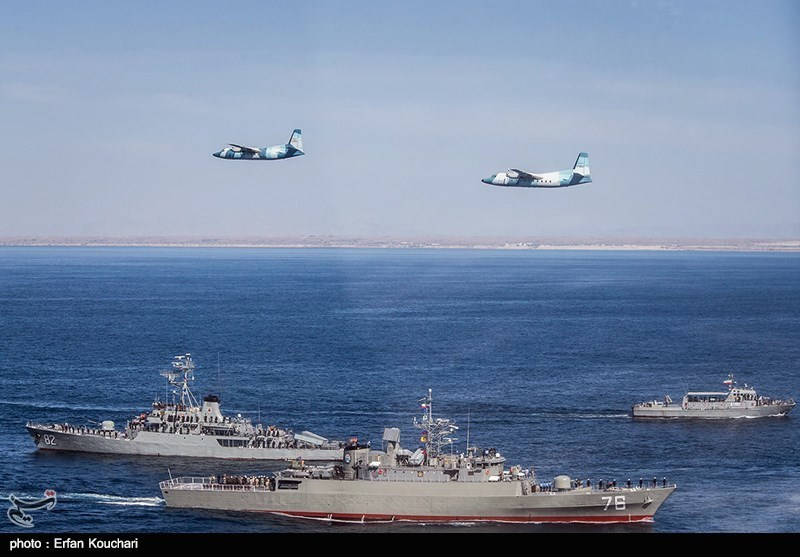